# USS Fitzgerald (DDG-62)
USS Fitzgerald (DDG-62) je americký torpédoborec třídy Arleigh Burke. Je dvanáctou postavenou jednotkou své třídy. Postaven byl v letech 1993–1995 loděnicí Bath Iron Works ve městě Bath ve státě Maine. Torpédoborec byl objednán v roce 1990, dne 9. února 1993 byla zahájena jeho stavba, hotový trup byl spuštěn na vodu 29. ledna 1994 a 14. října 1995 byl zařazen do služby.

## Služba

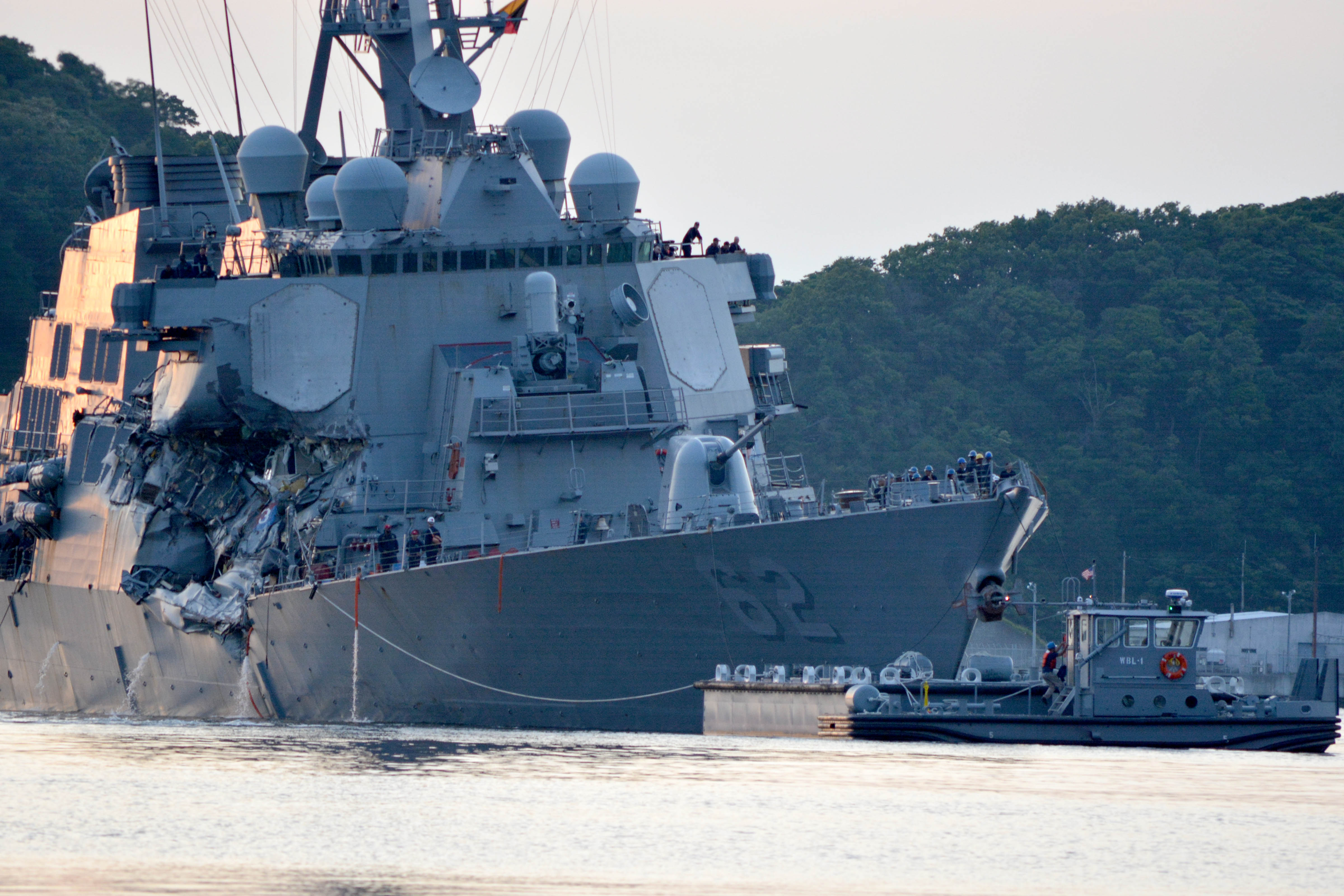
Poškozený Fitzgerald po kolizi s nákladní lodí v červnu 2017

V roce 2003 byl Fitzgerald nasazen v rámci bojové skupiny letadlové lodě USS Kitty Hawk (CV-63) do operace Irácká svoboda. V březnu 2011 se loď podílela na likvidaci škod způsobených zemětřesením a tsunami v Japonsku.
Dne 17. června 2017 se 56 námořních mil jihozápadně od japonského přístavu Jokosuka srazil s filipínskou kontejnerovou lodí ACX Crystal. Torpédoborec byl vážně poškozen na pravoboku, kapitánova kajuta byla zničena, došlo také k poškození trupu lodi pod hladinou a poblíž kýlu a loď nabrala značné množství vody. Při kolizi zahynulo 7 námořníků, velitel plavidla Bryce Benson byl těžce raněn a další dva námořníci byli transportováni do nemocnice. Dle závěrů vyšetřování byla kolize způsobena špatným velením amerického torpédoborce a šlo jí zabránit. Komandér Bryce Benson a několik důstojníků bylo postaveno mimo službu.